# Назикеда Кадын-эфенди
Назикеда́ Кады́н-эфе́нди (тур. Nazikedâ Kadın Efendi; ок. 1845, предположительно Кавказ — 1895, Стамбул) — главная жена (башкадын-эфенди) османского султана Абдул-Хамида II и мать его старшей дочери Улвие-султан. Воспитанницей Назикеды была десятая жена Абдул-Хамида II Пейвесте Ханым-эфенди.

## Биография

### Происхождение
Достоверно происхождение Назикеды неизвестно. Историк Недждет Сакаоглу предполагал, что она родилась примерно в 1845 году на Кавказе и принадлежала к знатной черкесской семье. Версию о черкесском происхождении Назикеды поддерживает и Чагатай Улугай. Йылмаз Озтуна предполагал, что Назикеда была абхазского происхождения и родилась 14 июля 1848 года. Харун Ачба в своей книге «Жёны султанов: 1839—1924» пишет о знатном происхождении Назикеды, называя родителями девушки абхазского князя Арзакана Цанбу и его жену Эсму Клыч.
По мнению Сакаоглу, Назикеда оказалась в Стамбуле в возрасте 8—10 лет. Она попала в дом великого визиря Али-паши; воспитанием девочки занялась жена паши. Назикеду обучили придворному протоколу и игре на пианино. Лейла-ханым писала, что в 1858 году, когда дочь султана Абдул-Меджида I Джемиле-султан выходила замуж за сына Топхане Мюшири Ахмеда Фетхи-паши Махмуда Джелаледдина, мать жениха Шемсинур-хатун подарила Назикеду Джемиле. К этому моменту девочке исполнилось 12—15 лет. Благовоспитанность и хорошие манеры девочки покорили Джемиле, благодаря чему Назикеда стала особо приближённой к султанше и везде сопровождала её.

### Фаворитка шехзаде

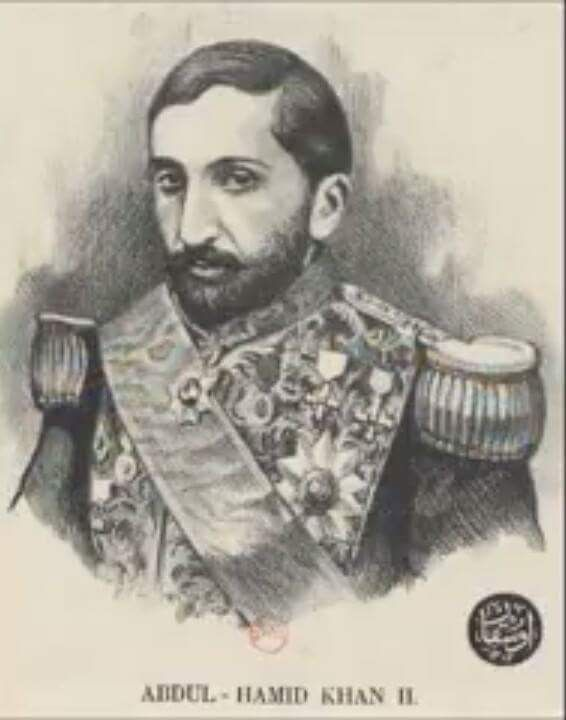
Портрет Абдул-Хамида II в молодости, 1870-е годы

Современники Назикеды описывали её как высокую черноглазую и чернобровую женщину с бледно-розовой кожей, настолько же умной, насколько и красивой. Как писал турецкий историк и журналист Зия Шакир, Абдул-Хамид II познакомился с Назикедой в бытность свою шехзаде в доме Джемиле, которая приходилась будущему султану единокровной сестрой и которую он часто навещал. Абдул-Хамид влюбился в Назикеду, его чувства оказались взаимными, и в 1868 году Назикеда с позволения Джемиле стала первой женой шехзаде. Сакаоглу писал, что Назикеда была примерно одного возраста с мужем.
Назикеда проживала с мужем во дворце Долмабахче, где в 1868 году появился на свет единственный ребёнок пары — дочь Улвие; Сакаоглу пишет, что Улвие была любимой дочерью Абдул-Хамида II. Улвие умерла в 1875 году в результате несчастного случая. Историк Недждет Сакаоглу пишет, что когда девочке исполнилось семь лет, она стала получать дворцовое образование. Однажды после окончания занятий Улвие отправилась в покои матери, которая в этот момент музицировала. На столе в покоях Назикеды лежало «новое изобретение — спички», и Улвие, по всей видимости, решила изучить их. Длинные вьющиеся волосы Улвие и легкое платье из тюля мгновенно загорелись. Назикеда, услышав крики дочери, бросилась к ней, но ничем помочь не смогла. Историк Чагатай Улучай пишет, что Назикеде удалось повалить дочь на пол, из-за чего сама женщина получила ожоги лица, груди и рук, но всё оказалось бесполезно. Ситуацию усугубило и то, что загорелись ковры на полу. На крики Назикеды прибежали врачи, слуги и тогдашняя валиде Пертевниял-султан. Улучай пишет, что огонь удалось потушить с помощью молельного коврика, однако ожоги Улвие оказались слишком серьёзны, и девочка умерла. Во время этого происшествия отец девочки был в море и, когда Абдул-Хамид узнал о гибели дочери, очень сильно горевал; Улучай пишет даже, что будущий султан потерял сознание, когда ему сообщили о смерти любимого ребёнка. Сама Назикеда оплакивала дочь до самой своей смерти.

### Башкадын
В 1876 году Абдул-Хамид II стал султаном, а Назикеда его главной женой с титулом «башкадын-эфенди». По своему положению Назикеда стала второй женщиной в султанском гареме после Пиристу Кадын-эфенди — приёмной матери Абдул-Хамида II, занимавшей пост валиде-султан. По словам Лейлы-ханым, Назикеда была достойна своего титула как со стороны высокодуховности, так и со стороны красоты.
Назикеда с равным почтением относилась в двум своим наставницам: жене Али-паши, воспитывавшей девушку по прибытии той в Стамбул, и Джемиле-султан. Назикеда уговорила царственного супруга пригласить жену паши в гарем, и когда та прибыла и собралась склониться перед госпожой согласно протоколу, Назикеда остановила её и усадила рядом с собой. Визиты жены Али-паши к Назикеде в дальнейшем были довольно частыми. С Джемиле же у Назикеды складывались более формальные отношения: при встрече с госпожой башкадын целовала ей руку, как это было принято по отношению к матерям в султанской семье.
Харун Ачба пишет, что после смерти отца Пейвесте Ханым-эфенди кузина Назикеды со стороны матери Мерьем-ханым представила башкадын саму Пейвесте, её мать Хесну-ханым и её сестру. Назикеда взяла Хесну под своё покровительство, а её дочерей забрала в султанский гарем. В 1893 году Пейвесте стала десятой женой султана Абдул-Хамида II.
В последние годы Назикеда сильно располнела и перестала следить за модой, предпочитая донашивать старые платья; при этом ей удалось сохранить свою красоту. Как пишет Сакаоглу, на момент смерти 10 апреля 1895 года во дворце Йылдыз Назикеде было около пятидесяти лет. Назикеда была похоронена рядом с дочерью в одном из мавзолеев Новой мечети, предположительно в тюрбе Джедит-Хаватин. После смерти Назикеды главной женой султана стала Бедрифелек Кадын-эфенди.